# Obtokový ventil turbodmychadla

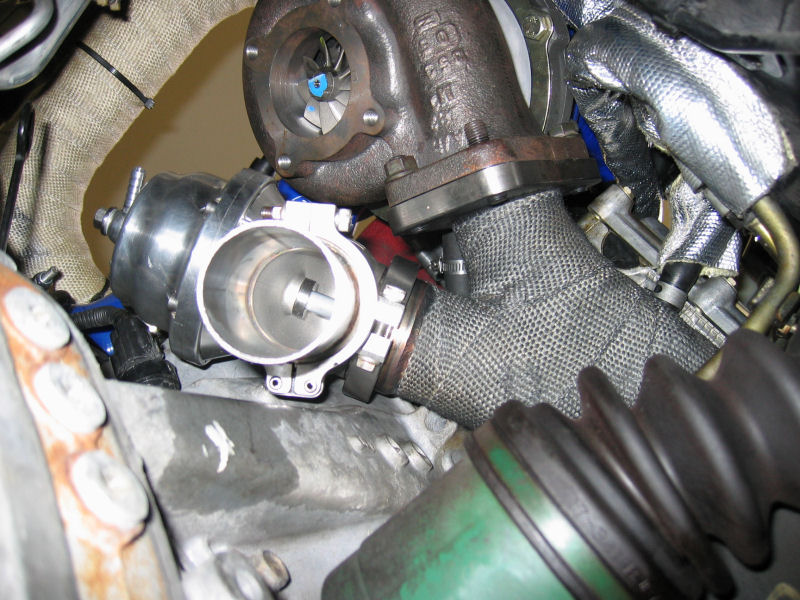
Externí obtokový ventil instalovaný vedle turbodmychadla

Obtokový ventil turbodmychadla (anglicky wastegate) odklání výfukové plyny od turbíny turbodmychadla v systému spalovacího motoru. Odklonem výfukových plynů se řídí rychlost otáček turbíny. Hlavní funkcí obtokového ventilu je regulace maximálního plnicího tlaku v systémech turbodmychadlem přeplňovaných motorů aby nedošlo k poškození motoru nebo samotného turbodmychadla.

## Typy obtokových ventilů

### Externí obtokový ventil
Externí obtokový ventil je samostatný a obsahuje v sobě mechanismus, který je typický pro turbodmychadla bez interního ventilu. Externí ventil potřebuje speciálně zhotovené výfukové svody s určeným potrubím vedoucím přes obtokový ventil. Externí ventily jsou tak součástí výfukového systému. Externí ventily jsou často používány pro svou větší přesnost ve vysokovýkonných aplikacích.

### Atmosférický obtokový ventil
Takový druh ventilu vypouští nadbytečné výfukové plyny přímo do okolí, na rozdíl od toho aby je propustil do výfuku za turbodmychadlo. Takový ventil je konstruován pro předcházení turbulence ve výfukových plynech a také kvůli redukování zpětného tlaku ve výfukovém systému. Vypouštěcí potrubí atmosférického ventilu se také nazývá screamer pipe (v překladu křičící potrubí), a to hlavně kvůli netlumeným výfukovým plynům, které jsou vypouštěny s velkým hlukem.

## Velikost obtokových ventilů
Velikost ventilu závisí na úrovni plnicího tlaku a také na velikosti a výkonu motoru.
- Velké turbo / nízký plnicí tlak = větší ventil
- Velké turbo / vysoký plnicí tlak = menší ventil
- Malé turbo / nízký plnicí tlak = větší ventil
- Malé turbo / vysoký plnicí tlak = menší ventil

Nicméně, proudění výfukových plynů je důsledek výkonu. Další rozhodující věcí jsou následující parametry:
- Velké turbo / malý motor / malý výkon = malý ventil
- Velké turbo / velký motor / malý výkon = středně velký ventil
- Velké turbo / malý motor / velký výkon = velký ventil
- Malé turbo / malý motor / malý výkon = malý ventil